# He Loves U Not
He Loves U Not è un singolo del girl group statunitense Dream, pubblicato nel 2000.

## Tracce
- CD (Singolo USA)

1. He Loves U Not – 3:46
2. He Loves U Not (Instrumental) – 3:46

## Formazione
- Holly Blake-Arnstein
- Diana Ortiz
- Ashley Poole
- Melissa Schuman